# St. Bonifatius (Oberheldrungen)

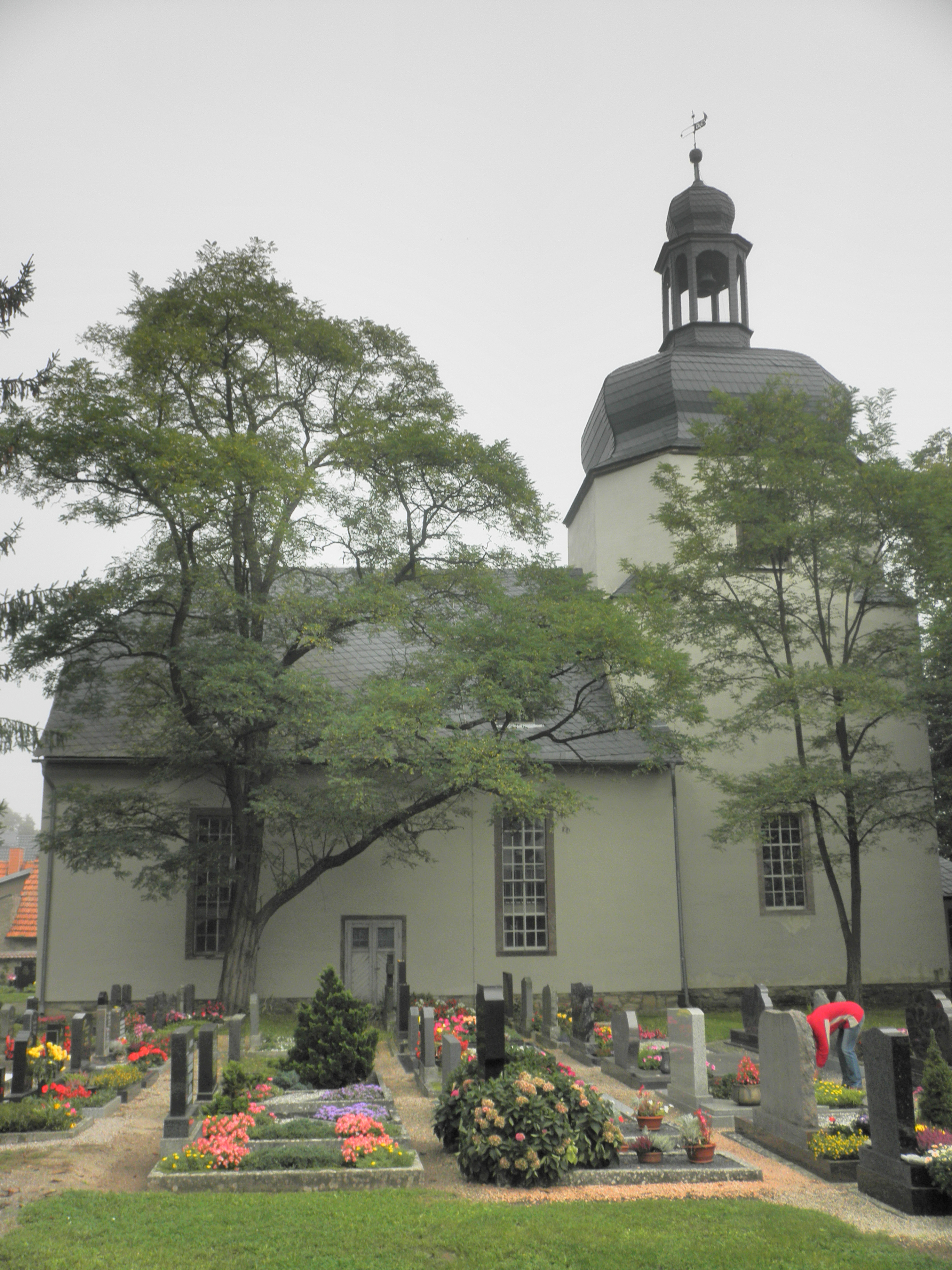
St. Bonifatius

Die evangelisch-lutherische, denkmalgeschützte Dorfkirche St. Bonifatius steht in Oberheldrungen, einer Gemeinde im thüringischen Kyffhäuserkreis. St. Bonifatius gehört zur Kirchengemeinde Regionalgemeinde Artern-Heldrungen im Pfarrbereich Artern-Heldrungen I (Heldrungen) im Kirchenkreis Eisleben-Sömmerda der Evangelischen Kirche in Mitteldeutschland.

## Beschreibung
Die schlichte, schiefergedeckte Saalkirche wurde 1713 erbaut. Der massige Kirchturm im Osten ist im Kern mittelalterlich. Er erhielt eine bauchige, achtseitige Haube, auf der eine offene Laterne sitzt. An den Turm wurde nach 1830 eine Sakristei nach Osten angebaut. Das Kirchenschiff hat an drei Seiten Emporen, im Westen ist sie zweigeschossig. Es ist mit einem verputzten, hölzernen Tonnengewölbe überspannt. Der barocke Kanzelaltar hat zwei Zonen, die untere mit korinthischen Säulen, die obere hat einen ausschwingenden Kanzelkorb mit seitlichen Voluten. Das Altarbild, um 1800 gemalt, zeigt Jesus und die Samariterin. Das achtseitige Taufbecken von 1847 mit spätgotischem Fuß und großer Kuppa, stammt aus der Kapelle der Festung Heldrungen. Die Orgel hat 19 Register, verteilt auf 2 Manuale und Pedal. Sie wurde in der 2. Hälfte des 19. Jahrhunderts von Friedrich Gerhardt Orgelbauer gebaut.